# Synchelidium haplocheles
Synchelidium haplocheles är en kräftdjursart som först beskrevs av Grube 1864.  Synchelidium haplocheles ingår i släktet Synchelidium och familjen Oedicerotidae. Arten är reproducerande i Sverige. Inga underarter finns listade i Catalogue of Life.